# Becky Albertalli
Rebecca Albertalli, född Goldstein 17 november 1982 i Atlanta, är en amerikansk författare och tidigare verksam psykolog. Hon är mest känd för debutromanen Simon vs. the Homo Sapiens Agenda, först utgiven på svenska under titeln Bara tre ord (Rabén & Sjögren), som filmatiserades 2018 under titeln Love, Simon. Filmen gav sedan upphov till TV-serien Love, Victor.